# Съдия Дред
 Тази статия е за филма от 1995 г..  За филма от 2012 г. вижте Дред.  
„Съдия Дред“ (на английски: Judge Dredd) е американски супергеройски екшън филм от 1995 година на режисьора Дани Канон, базиран на едноименния комикс. Сюжетът не е свързан с този във филма „Дред“ от 2012 г.

## Сюжет
Внимание:  Текстът по-долу разкрива сюжета на произведението (или части от него)!
До 2080 г. по-голямата част от Земята се е превърнала в необитаема пустиня. Редки бегълци и мутанти живеят на безплодна „прокълната“ земя, а по-голямата част от човечеството живее в огромни столични райони с население от десетки милиони хора. За да се бори с престъпността, традиционната съдебна система е заменена от съдийски корпус, в който „съдията“ съчетава функциите на полицай, съдия, съдебни заседатели и палач.
Джоузеф Дред е най-добрият съдия в Мега Сити № 1, като не само прочиства улиците, но и помага на младия съдия Барбара Хърши да се справи със задълженията си. Но скоро Дред е арестуван по подозрение в убийството на скандалния журналист Хамънд, който много критикува методите на Дред. Въпреки че Дред се кълне в невинността си, всички доказателства са срещу него. Оръжието на всеки съдия е направено по такъв начин, че само собственикът на определена ДНК може да стреля с определено оръжие, следователно само Дред може да убие Хамънд. Дред е осъден на смърт от Съвета на съдиите, но той е спасен от главния съдия Фарго, който подава оставка доброволно и с последна заповед заменя екзекуцията с доживотен затвор.
Дред е изпратен в наказателна колония с дирижабъл, където среща бившия хакер Фъргюсън. Въпреки това банда канибали чистачи свалят дирижабъла и атакуват Дред и Фъргюсън. На помощ им идва бившият съдия Фарго, който ги спасява, но е смъртоносно ранен. Докато умира, Фарго разказва на Дред изумителна история. Оказва се, че Фарго някога е дарил своето ДНК на проекта „Янус“, в резултат на което са изкуствено отгледани Дред и неговият генетичен брат близнак Рико. И Дред, и Рико стават първокласни съдии, но Рико се превръща в жесток психопат и убиец. Съдия Грифин е помогнал на Рико да избяга от затвора, фалшифицирал е убийството на Хамънд с помощта на Рико и сега планира да рестартира проекта „Янус“, за да създаде армия от съдии под негово лично командване. Фарго умира и Дред заедно с Фъргюсън се завръщат в Мега Сити № 1, за да разобличат Рико и Грифин и да възстановят справедливостта.
Междувременно в Мега Сити № 1, Рико тероризира града и убива 96 съдии по различни начини. Новият главен съдия Грифин, използвайки тази ситуация, убеждава Съвета на съдиите да отключат досиетата на проекта „Янус“. След като съдиите правят това, Грифин веднага ги убива всички. Дред и Фъргюсън се промъкват обратно в града и се срещат със съдия Хърши, която е открила тайна лаборатория, разположена в горната част на Статуята на Свободата. Рико, след като получава достъп до проекта „Янус“, решава да отгледа клонинги от собствената си ДНК и сам да стане диктатор, затова нарежда на своя боен робот да откъсне краката и ръцете на съдия Грифин. По това време Дред, Хърши и Фъргюсън атакуват лабораторията. Рико се опитва да призове на помощ армия от своите клонинги, но процесът на тяхното формиране все още не е завършен и затова неговият боен робот и д-р Хейдън, асистентка на злодея, идват на помощ на Рико. Фъргюсън обаче успява да унищожи робота, съдия Хърши убива Хейдън, а самият Дред хвърля Рико от върха на Статуята на Свободата. Оцелелите съдии предлагат на Дред позицията на главен съдия, но той отговаря: „Аз съм уличен съдия и имам натрупана работа“, след което съдия Дред отново отива по улиците на Мега Сити № 1, за да въведе закон и ред там.

## Актьорски състав
| Актьор            | Роля                                                                                               |
| ----------------- | -------------------------------------------------------------------------------------------------- |
| Силвестър Сталоун | съдия Джоузеф Дред – служител на реда в САЩ, който съчетава правомощията на полицай, съдия и палач |
| Арманд Асанте     | Рико – бивш съдия, станал опасен престъпник и убиец                                                |
| Роб Шнайдер       | Херман Фъргюсън – дребен мошеник и хакер, който помага на Дред                                     |
| Даян Лейн         | съдия Барбара Хърши – млада и неопитна партньорка на Дред                                          |
| Юрген Прохнов     | съдия Грифин – съучастник на Рико                                                                  |
| Макс фон Сюдов    | върховен съдия Фарго                                                                               |
| Джоана Майлс      | съдия Макгрудър                                                                                    |
| Джоун Чен         | д-р Илза Хейдън – партньорка на Рико                                                               |
| Балтазар Гети     | кадет Нейтън Олмайер                                                                               |
| Иън Дюри          | Гайгер                                                                                             |
| Мичъл Райън       | Вартис Хамънд – скандален журналист                                                                |
| Брадли Лавел      | върховен съдия Хънтър                                                                              |
| Скот Уилсън       | Па Ейнджъл – патриарха на чистачи канибали                                                         |
| Кристофър Адамсън | Мийн Машин Ейнджъл – главен чистач канибал                                                         |
| Юен Бремнер       | Джуниър Ейнджъл – младши чистач канибал                                                            |

## Снимачен процес
- В едно от интервютата Силвестър Сталоун казва, че би искал да види филма по-комедиен, докато режисьорът и сценаристът мечтаят да създадат мрачен екшън филм. Това води до постоянен спор и сблъсъци между режисьора Канон и Сталоун по време на снимките и след многобройните редакции финалната версия на филма сериозно се различава от оригиналния сценарий.
- Сцената, в която Фъргюсън се подиграва на Дред, е изцяло импровизирана от актьора Роб Шнайдер. Режисьорът толкова харесва импровизацията, че я оставя във филма.
- В оригиналните комикси съдия Дред никога не показва лицето си, защото е осакатено, но във филма продуцентите не могат да си позволяват лицето на филмова звезда като Сталоун да бъде скрито.
- Мотоциклетите „Lawmaster“, карани от героите във филма, са напълно оригинални, направени специално за филма. Те са толкова бързи и мощни, че само каскадьори могат да ги управляват.
- Преди да заснеме този филм Силвестър Сталоун никога не беше чувал за комиксите за съдия Дред.
- За да визуализират робота убиец, създателите на филма искат да използват мъж в подходящ костюм, но режисьорът Канон настоява роботът да е истински. Създаден е робот, който се задвижва от хидравлика и се управлява от пет дистанционни оператора.
- След като актьорът Джо Пеши отказва ролята на Фърги, Силвестър Сталоун лично се обажда на Роб Шнайдер и му предлага ролята.
- Това е първият филм в историята на киното, който е пуснат едновременно с видеоигра.
- Режисьорът Канон отказва „Умирай трудно 3“ (1995), за да режисира „Съдия Дред“.
- Това е третият филм, в който Силвестър Сталоун играе полицай, обвинен в престъпление, което не е извършил. Другите филми са „Танго и Кеш“ (1989) и „Разрушителят“ (1993).
- Джон Вагнер, създателят на комикса, на който е базиран филмът, казва в интервю за Empire през 2012 г.: „Тази история няма нищо общо със съдия Дред, а съдията Дред не беше наистина съдия Дред, въпреки че Сталоун беше перфектен за ролята.“
- Първоначално ролята на Рико е предложена на актьора Кристофър Уокън, но той я отказва.
- Лабораторията „Янус“ е построена от алуминий, за да изглежда по-различно от останалите сгради във филма.
- В първия снимачен ден Роб Шнайдер е ранен след падане по стълбите.
- Продуцентите предлагат на братя Коен да направят този филм, но те отказват предложението и правят Фарго (1996). Дани Канон е избран да режисира, защото продуцентите харесват предишния му филм „Младите американци“ (1993). След като получава поста режисьор, Канон с голяма трудност успява да убеди продуцентите да заснемат филма не в САЩ, а в Англия. Кенън мотивира желанието си с по-високото ниво на кинотехнологиите във Великобритания.
- Повече от 70 „клонинга“ са използвани в епизода с клонинга на Рико. Някои са манекени, а други са гримирани живи каскадьори. От каскадьорите се изисква да обръснат всички косми по тялото, преди върху тях да бъдат прикрепени пластмасови парчета и грим.
- Силвестър Сталоун и Арманд Асанте, които играят братята близнаци, носят контактни лещи във филма, за да бъдат синеоки. Това се дължи на факта, че ДНК на героите им идва от съдия Фарго, изигран от синеокия актьор Макс фон Сюдов. В реалния живот и Сталоун, и Асанте имат кафяви очи.
- Филмът „Робокоп“ (1987) е заимствал толкова много от комиксите „Съдия Дред“, че адаптацията на оригиналния комикс се отлага с години, тъй като продуцентите трябваше да изчакат, докато популярността на франчайза „Робокоп“ спадне.
- Екипът на филма изгражда точно копие на главата на Статуята на Свободата, която е двадесет процента по-голяма от истинската.
- В оригиналните комикси Фъргюсън е беглец, който живее в Подгород (останките от оригиналните градове на източното крайбрежие на САЩ, които са били покрити със слой бетон) и е лидер на други изгнаници и мутанти. Във филма Фъргюсън е дребен мошеник, хакер и бивш затворник, който служи като комичен помощник на главния герой.
- Превозните средства, използвани във филма (основно таксита), са преустроени за снимките Land Rover Forward Control 101, първоначално използвани като военни превозни средства.
- Този филм е вторият, в който Силвестър Сталоун и Арманд Асанте играят братя. За първи път играят братя в „Райската алея“ (1978).
- Режисьорът Канон отдавна мечтае да заснеме комикса „Съдия Дред“ и още през 1987 г. прави измислен плакат за бъдещия филм. Плакатът включва Харисън Форд като съдия Дред и Дарил Хана като съдия Андерсън и режисиран от Ридли Скот.
- В началото на проекта Арнолд Шварценегер е смятан за основен претендент за ролята на съдия Дред.
- В оригиналните комикси съдийските ръкавици, ботуши, налакътници и наколенки са изцяло зелени, но във филма са черни.